# 刁戴高
刁戴高，字共辰，号约山，宁波府慈谿县人，清朝学者。擅書法、绘画，工诗词，通韵律。
少时以诗书名，后多病，有足疾，常坐卧一榻，吟诗习书。法颜体柳体，擅写榜书，笔力雄健。生前求书者络绎不绝，拒不为名人显贵署名，曰：“吾书五尺童子望而识之，奈何俾捉刀乎。”

## 著作
- 《蔚圆遗稿》